# Diskriminante
Die Diskriminante (lateinisch discriminare = unterscheiden) ist ein Rechenausdruck, der Aussagen über Zahl und Art der Lösungen einer algebraischen Gleichung ermöglicht. Am bekanntesten ist die Diskriminante einer quadratischen Gleichung.

## Diskriminante einer quadratischen Gleichung
Die Lösungen (Wurzeln) einer quadratischen Gleichung {\displaystyle ax^{2}+bx+c=0} mit reellen Koeffizienten {\displaystyle a\neq 0}, {\displaystyle b} und {\displaystyle c} lassen sich mit der Mitternachtsformel
{\displaystyle x_{1,2}={\frac {-b\pm {\sqrt {b^{2}-4ac}}}{2a}}}
berechnen. Die Anzahl der reellen Lösungen hängt vom Term unter der Wurzel ab.
Dieser Ausdruck
{\displaystyle b^{2}-4ac}
heißt die Diskriminante der quadratischen Gleichung {\displaystyle ax^{2}+bx+c=0} und wird
im Folgenden mit {\displaystyle D} bezeichnet.
- Für {\displaystyle D>0} hat die Quadratwurzel in der Lösungsformel einen positiven Wert, sodass es zwei verschiedene reelle Lösungen {\displaystyle x_{1}} und {\displaystyle x_{2}} gibt.
- Für {\displaystyle D=0} hat die Quadratwurzel den Wert 0. Da es keinen Unterschied macht, ob man 0 addiert oder subtrahiert, gibt es trotz des Plus-Minus-Zeichens genau eine reelle Lösung (der Vielfachheit 2).
- Für {\displaystyle D<0} existiert die Quadratwurzel der Lösungsformel im Körper der reellen Zahlen ({\displaystyle \mathbb {R} }) nicht. Es existiert also keine reelle Lösung. Anders sieht die Situation aus, wenn man den Körper der komplexen Zahlen zugrunde legt. In diesem Fall gibt es zwei (nicht-reelle) Lösungen, die zueinander konjugiert komplex sind.

## Motivation des allgemeinen Diskriminanten-Begriffs
Es sei {\displaystyle p_{n}=a_{n}x^{n}+a_{n-1}x^{n-1}+\dotsb +a_{1}x+a_{0}\in \mathbb {R} [x]} ein Polynom mit den Nullstellen {\displaystyle x_{1},x_{2},\dotsc ,x_{n}} (die Existenz dieser Nullstellen garantiert der Fundamentalsatz der Algebra), von denen einige möglicherweise komplex sind.
Der Ausdruck
{\displaystyle {\begin{matrix}\displaystyle \prod _{i<j}(x_{i}-x_{j})&=&(x_{1}-x_{2})&(x_{1}-x_{3})&(x_{1}-x_{4})&\dotsm &(x_{1}-x_{n})\\&&&(x_{2}-x_{3})&(x_{2}-x_{4})&\dotsm &(x_{2}-x_{n})\\&&&&(x_{3}-x_{4})&\dotsm &(x_{3}-x_{n})\\&&&&&\ddots &\vdots \\&&&&&&(x_{n-1}-x_{n})~,\\\end{matrix}}}
der aus {\displaystyle {\tbinom {n}{2}}={\tfrac {n(n-1)}{2}}} Faktoren besteht (ein Faktor für jedes Nullstellenpaar) und Differenzprodukt genannt wird, verschwindet genau dann, wenn (mindestens) eine Nullstelle mehrfach auftritt. Der Ausdruck ist nicht symmetrisch in den Nullstellen,
d. h., dass sich sein Wert möglicherweise verändert (das Vorzeichen wechselt), wenn man die Nullstellen umnummeriert. Die Symmetrie kann man erzwingen, indem man zum Quadrat des Differenzenprodukts übergeht:
{\displaystyle {\begin{matrix}\displaystyle \prod _{i<j}(x_{i}-x_{j})^{2}&=&(x_{1}-x_{2})^{2}&(x_{1}-x_{3})^{2}&(x_{1}-x_{4})^{2}&\dotsm &(x_{1}-x_{n})^{2}\\&&&(x_{2}-x_{3})^{2}&(x_{2}-x_{4})^{2}&\dotsm &(x_{2}-x_{n})^{2}\\&&&&(x_{3}-x_{4})^{2}&\dotsm &(x_{3}-x_{n})^{2}\\&&&&&\ddots &\vdots \\&&&&&&(x_{n-1}-x_{n})^{2}\end{matrix}}}
Offensichtlich gilt 
{\displaystyle \prod _{i<j}(x_{i}-x_{j})^{2}=(-1)^{\binom {n}{2}}\cdot \prod _{i\neq j}(x_{i}-x_{j})}. 
Der Wert 
{\displaystyle D_{n}:=a_{n}^{2n-2}\cdot \prod _{i<j}(x_{i}-x_{j})^{2}=\left(a_{n}^{n-1}\cdot \prod _{i<j}(x_{i}-x_{j})\right)^{2}}
heißt die Diskriminante des Polynoms {\displaystyle p_{n}}. (Die Bedeutung des Normierungstermes {\displaystyle a_{n}^{2n-2}} wird weiter unten erläutert.)
Die Diskriminante {\displaystyle D_{n}} ist (bis auf den Normierungsfaktor {\displaystyle a_{n}^{2(n-1)}}) ein ganzzahliges homogenes symmetrisches Polynom vom Grad {\displaystyle n(n-1)} in den {\displaystyle n} Variablen {\displaystyle x_{i}}.

## Beispiele

### Quadratisches Polynom
Ein allgemeines Polynom vom Grad 2 hat die Form {\displaystyle p_{2}=ax^{2}+bx+c} mit {\displaystyle a\neq 0}.
Seine Diskriminante ist {\displaystyle D_{2}=a^{2}(x_{1}-x_{2})^{2}=a^{2}(x_{1}^{2}+x_{2}^{2}-2x_{1}x_{2})}.
Mit dem Satz von Vieta und quadratischer Ergänzung lässt sie sich umformen in:
{\displaystyle D_{2}=a^{2}\left((x_{1}+x_{2})^{2}-4x_{1}x_{2}\right)=a^{2}\left(\left({\frac {-b}{a}}\right)^{2}-4{\frac {c}{a}}\right)=b^{2}-4ac}.
Das quadratische Polynom {\displaystyle p_{2}} hat also genau dann eine doppelte Nullstelle, wenn {\displaystyle b^{2}-4ac=0} gilt.

### Kubisches Polynom
Ein allgemeines Polynom vom Grad 3 hat die Form {\displaystyle p_{3}=ax^{3}+bx^{2}+cx+d} mit {\displaystyle a\neq 0}.
Seine Diskriminante ist {\displaystyle D_{3}=a^{4}(x_{1}-x_{2})^{2}(x_{1}-x_{3})^{2}(x_{2}-x_{3})^{2}}.
Mit dem Satz von Vieta lässt sie sich (mit aufwendiger Rechnung) umformen in
{\displaystyle D_{3}=b^{2}c^{2}-4ac^{3}-4b^{3}d+18abcd-27a^{2}d^{2}}.
Dieser Ausdruck ist unhandlich und lässt sich schwer merken. Bringt man durch eine ähnliche Ergänzung wie bei quadratischer Ergänzung das Polynom auf die Form {\displaystyle x^{3}+cx+d} (oder setzt man {\displaystyle a=1} und {\displaystyle b=0}), so ergibt sich die leichter zu merkende Formel:
{\displaystyle D_{3}=-4c^{3}-27d^{2}~.}
Berücksichtigt man, dass sich jede kubische Gleichung {\displaystyle ax^{3}+bx^{2}+cx+d=0} nach Division durch {\displaystyle a} und anschließender Substitution {\displaystyle y=x+{\tfrac {b}{3a}}} auf eine Gleichung der Form {\displaystyle y^{3}+3py+2q=0} bringen lässt, so erhält man eine besser merkbare Formel für die Diskriminante:
{\displaystyle D_{3}=-108a^{4}(p^{3}+q^{2})~.}
Ein reduziertes kubisches Polynom {\displaystyle p_{3}=y^{3}+3py+2q} besitzt also genau dann eine mehrfache Nullstelle, wenn {\displaystyle p^{3}+q^{2}=0} gilt. In Schulbüchern wird häufig dieser Ausdruck als Diskriminante bezeichnet, der Faktor {\displaystyle -108a^{4}} wird also ignoriert.

### Polynome höheren Grades
Das oben beschriebene Verfahren funktioniert für Polynome beliebigen Grades. Aus der Theorie der symmetrischen Polynome und dem Satz von Vieta folgt, dass der Ausdruck
{\displaystyle D_{n}=a_{n}^{2n-2}(x_{1}-x_{2})^{2}(x_{1}-x_{3})^{2}\dotsm (x_{2}-x_{3})^{2}(x_{2}-x_{4})^{2}\dotsm (x_{3}-x_{4})^{2}\dotsm (x_{n-1}-x_{n})^{2}}
stets auf eine eindeutige Art als (polynomiale) Funktion der Koeffizienten des Polynoms {\displaystyle p_{n}} dargestellt werden kann.

### Bemerkungen zum Vorzeichen der Diskriminante
- Sind alle Nullstellen eines Polynoms reell, so ist die Diskriminante {\displaystyle D\geq 0.} Das folgt sofort aus der Definition.
- Für quadratische und kubische Polynome gilt auch die Umkehrung: Ist {\displaystyle D\geq 0,} so sind alle Nullstellen reell.
- Das Polynom {\displaystyle p_{4}=x^{4}+4} besitzt die vier Nullstellen {\displaystyle 1+\mathrm {i} }, {\displaystyle 1-\mathrm {i} }, {\displaystyle -1+\mathrm {i} } und {\displaystyle -1-\mathrm {i} }. Die Diskriminante hat den Wert 16384, ist also positiv. Dennoch sind die Nullstellen nicht reell.

### Normierungsfaktor
In der oben verwendeten Definition tritt der Faktor {\displaystyle a_{n}^{2n-2}} auf. Er bewirkt, dass beim Verwenden des Satzes von Vieta die Nenner verschwinden, dass also die Diskriminante als Polynom in den Koeffizienten {\displaystyle a_{0},a_{1},\dotsc ,a_{n}} erscheint.
Je nach Kontext und Verwendungszweck der Diskriminante wird die Definition leicht abgeändert:
1. Anstelle von {\displaystyle a_{n}^{2n-2}} wird der Faktor {\displaystyle (-1)^{n(n-1)/2}a_{n}^{2n-2}} gesetzt.
2. Anstelle von {\displaystyle a_{n}^{2n-2}} wird der Faktor {\displaystyle (-1)^{n(n-1)/2}a_{n}^{2n-1}} gesetzt.
3. Anstelle von {\displaystyle a_{n}^{2n-2}} wird der Faktor {\displaystyle a_{n}^{2n-1}} gesetzt.
4. Der Faktor {\displaystyle a_{n}^{2n-2}} wird weggelassen.

Bei den ersten beiden Varianten ist Vorsicht geboten mit Aussagen, wie sie im Abschnitt „Bemerkungen zum Vorzeichen der Diskriminante“ gemacht werden, weil ihr Normierungsfaktor (schon im quadratischen Falle) das Vorzeichen der Diskriminante umkehrt. Dies gilt auch für Variante 3, sobald nur der Koeffizient {\displaystyle a_{n}} negativ ist.

## Allgemeine Definition
Sei {\displaystyle f=f_{0}+f_{1}X+\dotsb +f_{n}X^{n}\in R[X]} ein univariates Polynom (also ein Polynom in einer Unbekannten) über einem kommutativen unitären Ring. Die Diskriminante von {\displaystyle f} ist definiert als die um {\displaystyle f_{n}} reduzierte Resultante von {\displaystyle f} mit seiner Ableitung {\displaystyle f'}:
{\displaystyle f_{n}\operatorname {Disk} (f)=(-1)^{\frac {n(n-1)}{2}}\operatorname {Res} (f,f')}.
Die Diskriminante wird auch mit dem Symbol {\displaystyle \Delta (f)} bezeichnet.
Ist {\displaystyle R=K} ein Körper und {\displaystyle f_{n}=1}, so gilt wie oben
{\displaystyle \operatorname {Disk} (f)=\prod _{i<j}(x_{i}-x_{j})^{2}};
dabei seien {\displaystyle x_{1},\dotsc ,x_{n}} die Nullstellen von {\displaystyle f} in einem algebraischen Abschluss von {\displaystyle K} oder einem Zerfällungskörper von {\displaystyle f} über {\displaystyle K}.
Hinweis: Oft wird die Diskriminante ohne den zusätzlichen Faktor {\displaystyle (-1)^{\frac {n(n-1)}{2}}} definiert; der entsprechende Vorfaktor ist dann in der oben angegebenen Formel zur Berechnung der Diskriminante aus den Nullstellen zu ergänzen.

### Bemerkung
Ausgeschrieben ist die Resultante eines Polynoms {\displaystyle f(x)=f_{0}+f_{1}x+\dotsb +f_{n}x^{n}} mit seiner Ableitung {\displaystyle f'(x)=f_{1}+\dotsb +nf_{n}x^{n-1}} gleich der Determinante der {\displaystyle (2n-1)\times (2n-1)}-Matrix.
{\displaystyle {\begin{pmatrix}f_{n}&f_{n-1}&\cdots &f_{1}&f_{0}&0&\cdots &0\\0&f_{n}&f_{n-1}&\cdots &f_{1}&f_{0}&\cdots &0\\\vdots &\ddots &\ddots &\ddots &\ddots &\ddots &\ddots &0\\0&0&0&f_{n}&f_{n-1}&\cdots &f_{1}&f_{0}\\nf_{n}&(n-1)f_{n-1}&\cdots &1f_{1}&0&0&\cdots &0\\0&nf_{n}&(n-1)f_{n-1}&\cdots &1f_{1}&0&\cdots &0\\\vdots &\ddots &\ddots &\ddots &\ddots &\ddots &\ddots &\vdots \\0&0&0&nf_{n}&(n-1)f_{n-1}&\cdots &1f_{1}&0\\0&0&0&0&nf_{n}&(n-1)f_{n-1}&\cdots &1f_{1}\\\end{pmatrix}}}.
Da die erste Spalte aus Vielfachen von {\displaystyle f_{n}} besteht, kann dieses als Faktor von der Determinante abgespalten werden.